# Passage Piver
Passage Piver är en gata i Paris 11:e arrondissement. 
Passage Piver börjar vid Rue de l'Orillon 15 och slutar vid Rue du Faubourg-du-Temple 92. Dess första del utgörs av en övertäckt gång. Passage Piver har en kort tvärgata: Impasse Piver.

### Webbkällor
- ”Passage Piver”. Mairie de Paris. http://www.v2asp.paris.fr/commun/v2asp/v2/nomenclature_voies/Voieactu/7455.nom.htm. Läst 16 augusti 2016.